# Broder Daniel

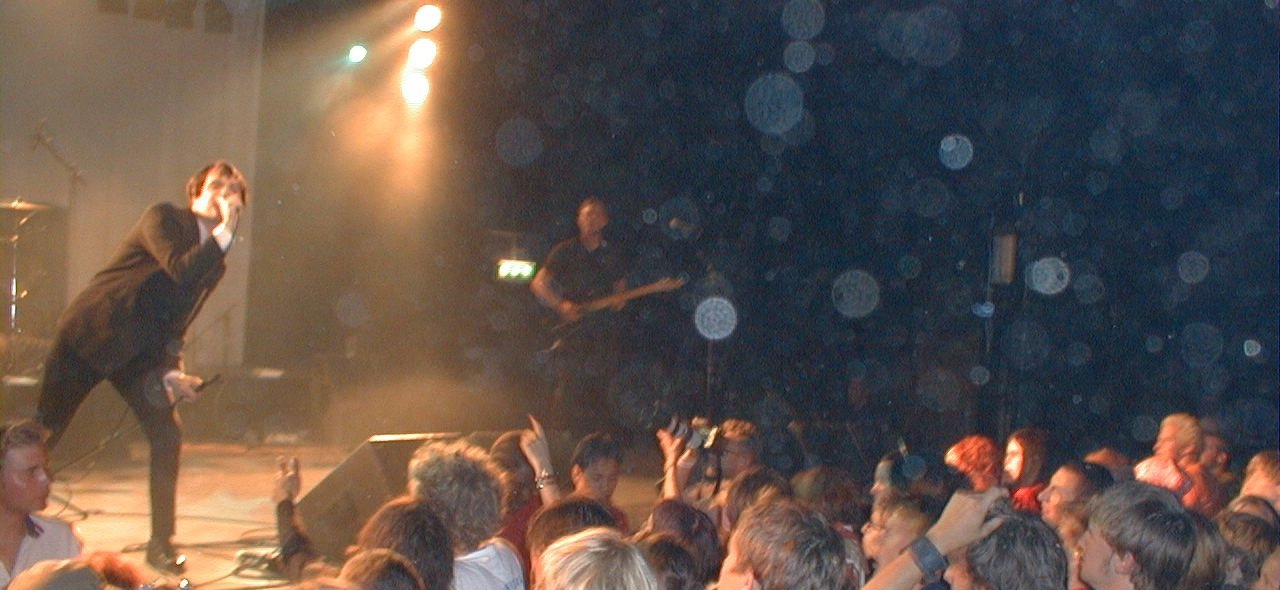
Broder Daniel in 1999

Broder Daniel logo.

Broder Daniel is een alternatieve rock band uit Göteborg, Zweden. Henrik Berggren en Daniel Gilbert, die bij elkaar in de klas zaten, hebben de band opgericht in 1989. De band speelde om "sociaal respect" af te dwingen en al vroeg was duidelijk dat de emotionele uiting belangrijker zou zijn dan muzikaliteit.

## Geschiedenis
In de eerste zes jaar van het bestaan van de band werd de naam nog al eens veranderd, maar uiteindelijk is Broder Daniel, dat zich laat vertalen als Broeder Daniel, de definitieve naam geworden.
In de loop der jaren zijn er veel wisselingen van bandleden geweest en ook stond de band onder contract van drie platenmaatschappijen.
De band is in Nederland vooral bekend door hun bijdrage van drie nummers aan de Fucking Åmål soundtrack.
Op 30 maart 2008 pleegde gitarist Anders Göthberg zelfmoord in Stockholm. De band speelde voor een laatste maal samen op het Way Out West Festival in Göteborg, ter ere van Anders Göthberg. Tijdens dit concert werd het nummer "Hold On to Your Dreams" voor het eerste keer gespeeld, dat is opgedragen aan Göthberg.
In 2010, 2011 en 2012 toerde Henrik Berggren alleen in een paar Zweedse steden, waar hij Broder Daniel-nummers akoestisch speelde.

## Bandleden
- Henrik Berggren - zanger
- Lars Malmros - drums
- Anders Göthberg - gitaar (overleden in 2008)
- Theodor Jensen - bas en gitaar (verliet de band in 2004, werd weer lid in 2005.)

### Voormalige bandleden
- Daniel Gilbert - basgitaar (1996)
- Johan Neckvall - gitaar (1997)
- Håkan Hellström - basgitaar en drums (1994 en 2001)

## Discografie
- Saturday Night Engine, 1995
- Broder Daniel, 1996
- Broder Daniel Forever, 1998
- Singles, 2000
- Cruel Town, 2003
- No Time for Us 1989-2004, 2005
- The Demos 1989-1997, 2005